# Tàu điện ngầm Toei
Tàu điện ngầm Toei (都営地下鉄 (Đô doanh địa hạ thiết) Toei chikatetsu, n.đ. 'tàu điện ngầm do đô thị vận hành') là một trong hai hệ thống tàu điện ngầm tại Tokyo cùng với Tokyo Metro. Các tuyến Tàu điện ngầm Toei ban đầu được cấp phép vận hành cho Teito Rapid Transit Authority (tiền thân của Tokyo Metro) nhưng được xây dựng bởi Chính quyền Đô thị Tokyo following transfers of the licenses for each line. Trong hầu hết lịch sử của mình, hệ thống này đều trải qua thua lỗ do chi phí xây dựng cao, cụ thể là với Tuyến Oedo. Tuy nhiên, hệ thống đã lần đầu tiên báo cáo khoản lãi ròng 3,12 tỷ JPY vào năm tài khóa 2006. Tàu điện ngầm Toei được vận hành bởi Cục Giao thông vận tải Đô thị Tokyo.
Các đoàn tàu của Tokyo Metro và Toei tạo thành những mạng lưới hoàn toàn riêng biệt. Trong khi hành khách sử dụng các loại thẻ đi lại đường sắt trả trước có thể trung chuyển tự do giữa hai hệ thống, hành khách sử dụng vé thường sẽ phải mua vé lần thứ hai hoặc mua vé trung chuyển đặc biệt để đổi từ một tuyến Toei sang một tuyến Tokyo Metro và ngược lại. Một số ngoại lệ duy nhất bao gồm đoạn từ Meguro đến Shirokane-Takanawa trên Tuyến Mita của Toei có sử dụng chung sân ga với Tuyến Namboku của Tokyo Metro, và tại ga Kudanshita trên Tuyến Shinjuku có chung sân ga với Tuyến Hanzomon của Tokyo Metro. Tại các ga này, hành khách có thể chuyển giữa các hệ thống mà không cần đi qua cổng soát vé.

## Thương hiệu
Ngoài biểu trưng riêng là hình ảnh lá bạch quả cách điệu giống như biểu tượng của Đô thị Tokyo, Tàu điện ngầm Toei có cùng chung ngôn ngữ thiết kế với Tokyo Metro. Các tuyến được ký hiệu bằng một chữ cái viết bằng phông chữ Futura Bold trên nền trắng, bao bên ngoài là một đường tròn với màu sắc đặc trưng của tuyến. Biểu tượng của các nhà ga cũng tương tự nhưng có thêm số ga đi kèm trong đó. Màu sắc và mã định danh của các tuyến Toei không có sự trùng lặp nào với Tokyo Metro (ví dụ như Tuyến Mita được ký hiệu bằng chữ “I”, thay cho chữ “M” đã được sử dụng bởi Tuyến Marunouchi Tokyo Metro). Các biển báo cũng được thiết kế giống hệt, ngoại trừ cách bố trí dài màu tuyến trên biển hiệu ở khu vực ke ga: Tàu điện ngầm Toei có hai dải màu mảnh ở trên và dưới, còn Tokyo Metro chỉ có một dải dày hơn ở phía dưới.

## Các tuyến
Tàu điện ngầm Toei bao gồm bốn tuyến có tổng chiều dài 109,0 kilômét (67,7 mi).
| Màu        | Biểu tượng | SốN       | Tuyến          | Tiếng Nhật | Hành trình                                                       | Số ga | Chiều dài          | Chiều dài tàu | Năm mở cửa | Khổ ray                  |
| ---------- | ---------- | --------- | -------------- | ---------- | ---------------------------------------------------------------- | ----- | ------------------ | ------------- | ---------- | ------------------------ |
| Hồng       |            | Tuyến 1   | Tuyến Asakusa  | 浅草線     | Nishi-Magome tới Oshiage                                         | 20    | 18,3 km (11,4 mi)  | 8 toa         | 1960       | 1.435 mm (4 ft 8+1⁄2 in) |
| Xanh lam   |            | Tuyến 6   | Tuyến Mita     | 三田線     | Meguro tới Nishi-Takashimadaira                                  | 27    | 26,5 km (16,5 mi)  | 6 hoặc 8 toa  | 1968       | 1.067 mm (3 ft 6 in)     |
| Xanh lá mạ |            | Tuyến 10  | Tuyến Shinjuku | 新宿線     | Shinjuku tới Moto-Yawata                                         | 21    | 23,5 km (14,6 mi)  | 8 hoặc 10 toa | 1978       | 1.372 mm (4 ft 6 in)     |
| Cánh sen   |            | Tuyến 12  | Tuyến Ōedo     | 大江戸線   | Hikarigaoka tới Tochōmae thông qua Tochōmae, Roppongi và Ryogoku | 38    | 40,7 km (25,3 mi)  | 8 toa         | 1991       | 1.435 mm (4 ft 8+1⁄2 in) |
| Tổng cộng  | Tổng cộng  | Tổng cộng | Tổng cộng      | Tổng cộng  | Tổng cộng                                                        | 106   | 109,0 km (67,7 mi) |               |            |                          |

Có hai tuyến sử dụng màu khác cho các biểu tượng nhà ga: Asakusa (Đỏ son A) và Shinjuku (Vàng chanh S). Tuyến Ōedo trước đây sử dụng một màu cánh sen đậm hơn (O) làm màu đặc trưng của tuyến.

### Dịch vụ trực thông tới các tuyến khác
Việc sử dụng các khổ đường ray khác nhau trong hệ thống Toei một phần là để cho phép dịch vụ chạy trực thông với những tuyến đường sắt ngoại ô tư nhân. Các dịch vụ trực thông hiện đang hoạt động định kỳ bao gồm:
| Tuyến      | Tuyến trực thông |
| ---------- | --- |
| A Asakusa  | KK Tuyến Keikyu Kurihama và KK Tuyến Keikyu Sân bay, cả hai đều thông qua KK Tuyến Keikyu Chính (từ Sengakuji tới Nhà ga Nội địa Sân bay Haneda (Sân bay Quốc tế Tokyo) hoặc Misakiguchi) |
| A Asakusa  | KS Tuyến Keisei Oshiage, KS Tuyến Keisei Chính, KS Tuyến Narita Sky Access, HS Tuyến Hokuso, KS Tuyến Keisei Higashi-Narita và SR Tuyến Đường sắt Shibayama (từ Oshiage tới Nhà ga 1 Sân bay Narita, Inba-Nihon-Idai hoặc Shibayama-Chiyoda)                                                                                   |
| I Mita     | MG Tuyến Tōkyū Meguro (từ Meguro tới Hiyoshi), sau đó là SH Tuyến Tōkyū Shin-Yokohama (từ Hiyoshi tới Shin-Yokohama), sau đó là Tuyến Sōtetsu Shin-Yokohama (từ Shin-Yokohama tới Nishiya), sau đó là Tuyến Sōtetsu Chính (từ Nishiya tới Futamata-gawa tới Ebina) hoặc Tuyến Sōtetsu Izumino (từ Futamata-gawa tới Shōnandai) |
| S Shinjuku | KO Tuyến Keio Mới và KO Tuyến Keio Sagamihara, cả hai đều thông qua KO Tuyến Keiō (từ Shinjuku tới Hashimoto hoặc Takaosanguchi) |

- Tuyến Mita đoạn từ Meguro tới Shirokane-Takanawa dài 2,3 kilômét (1,4 mi) đi chung đường ray với Tuyến Namboku Tokyo Metro.

Theo công ty, trung bình mỗi ngày đã có 2,34 triệu người sử dụng 4 tuyến tàu điện ngầm vào năm 2008. Công ty đã thu lại lợi nhuận 12,2 tỷ JPY vào năm 2009.

## Nhà ga
Có tổng cộng 99 nhà ga đơn nhất (tức là các ga phục vụ nhiều tuyến chỉ được tính một lần) trên mạng lưới Tàu điện ngầm Toei, hoặc tổng cộng 106 ga nếu mỗi ga được tính mỗi tuyến một lần. Gần như tất cả các ga đều nằm trong khu vực 23 quận đặc biệt, trong đó nhiều ga nằm ở những khu không có sự hiện diện của Tokyo Metro.